# چگونه یک میلیون بدزدیم
چگونه یک میلیون بدزدیم (انگلیسی: How to Steal a Million) فیلمی در ژانر کمدی رمانتیک و سرقت به کارگردانی ویلیام وایلر است که در سال ۱۹۶۶ منتشر شد.

## داستان
شارل بُنه، مجموعه‌دار برجسته آثار هنری در پاریس، تابلوهایی از نقاشان مشهور را جعل کرده و به فروش می‌رساند. دخترش نیکول که با کارهای او مخالف است، همواره نگران افشای حقیقت و دستگیری پدرش است. شبی در عمارت خانوادگی، نیکول با مردی روبه‌رو می‌شود که به‌ظاهر دزد است و تابلوی جعلی "ون گوگ" پدرش را در دست دارد. او با یک تفنگ عتیقه به او حمله می‌کند که به‌طور تصادفی شلیک می‌شود و بازوی مرد را کمی زخمی می‌کند. نیکول که نمی‌خواهد با تماس با پلیس، هویت جعلی آثار پدرش فاش شود، تصمیم می‌گیرد خودش مرد را، که سیمون درموت نام دارد، با خود به هتل لوکسش ببرد.
شارل تندیس ونوس منسوب به "چلینی" را برای نمایشگاهی به موزه کِلبِر-لافایت قرض می‌دهد. این تندیس در واقع ساختهٔ پدرش است و شارل هرگز آن را نفروخته، چرا که آزمایش‌های علمی جعلی بودن آن را آشکار خواهد کرد و تمام مجموعه‌اش زیر سؤال خواهد رفت. شارل قرارداد بیمهٔ موزه را امضا می‌کند، بی‌آن‌که بداند شامل بررسی‌های علمی هم می‌شود. پس‌گرفتن ونوس از نمایشگاه، شک‌برانگیز خواهد بود. نیکول که نگران پدرش است، از سیمون می‌خواهد پیش از انجام آزمایش، ونوس را بدزدد. سیمون ابتدا می‌گوید سرقت آن غیرممکن است، اما وقتی متوجه علاقه‌اش به نیکول می‌شود، نظرش را عوض می‌کند.

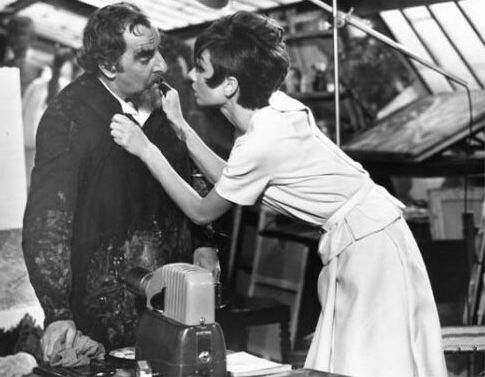
هیو گریفیت و آدری هپبورن در صحنه‌ای از فیلم چگونه یک میلیون بدزدیم (۱۹۶۶)

سرمایه‌دار آمریکایی دیویس لِیلند که کلکسیونر آثار هنری است، شیفتهٔ ونوس شده و برای خرید آن، قرار ملاقاتی با نیکول می‌گذارد. اما به نیکول هم علاقه‌مند می‌شود. در دومین ملاقات، برای ازدواج پیشنهاد می‌دهد تا بتواند تندیس را تصاحب کند. نیکول حلقهٔ او را می‌پذیرد، اما فوراً برای انجام سرقت به موزه می‌رود. وقتی در حین صحبت با سیمون، از «نامزدی»اش یاد می‌کند، سیمون سعی می‌کند ناامیدی‌اش را پنهان کند.
نیکول و سیمون در کمد وسایل خدماتی موزه پنهان می‌شوند و تا بعد از تعطیلی موزه آنجا می‌مانند. سیمون پس از بررسی رفتار نگهبانان، با پرتاب بومرنگ بارها سیستم امنیتی را به صدا درمی‌آورد تا سرانجام سیستم به‌دلیل اشکال فنی غیرفعال شود. او متوجه شباهت نیکول به تندیس ونوس می‌شود و نیکول اعتراف می‌کند که پدربزرگش سازندهٔ تندیس و مادربزرگش مدل آن بوده است. سیمون نیز اعتراف می‌کند که از همان اول می‌دانسته ونوس بی‌ارزش است و فقط به‌خاطر نیکول حاضر به دزدی شده است. او تندیس را می‌دزدد و نیکول که خود را به‌عنوان نظافت‌چی جا زده، آن را در سطل پنهان می‌کند. با کشف سرقت، آن‌ها در آشوب به‌وجودآمده فرار می‌کنند.
پس از سرقت، لِیلند می‌کوشد تندیس را به هر قیمتی به‌دست آورد. سیمون وانمود می‌کند که قصد فروش آن را دارد، به شرطی که هرگز آن را به کسی نشان ندهد و دیگر با خانوادهٔ بُنه تماس نگیرد؛ لِیلند باید منتظر درخواست وجه در آینده باشد. وقتی نیکول می‌خواهد حلقه‌اش را پس دهد، لِیلند از او فرار می‌کند، بنابراین سیمون حلقه را یواشکی در بسته‌بندی تندیس قرار می‌دهد.
نیکول برای جشن گرفتن موفقیت‌شان با سیمون دیدار می‌کند. سیمون می‌گوید این نخستین سرقتش بوده و در واقع مشاور و کارشناس امنیت آثار هنری است که از سوی نگارخانه‌ها برای شناسایی آثار جعلی استخدام می‌شود. او مشغول بررسی مجموعهٔ شارل بوده، اما اکنون قصد ندارد رازشان را فاش کند، چون نیکول برایش مهم است. سپس با شارل دیدار می‌کند و به او اطمینان می‌دهد که تندیس از کشور خارج شده است. شارل با شنیدن این حرف آرام می‌شود و تنها کمی ناراحت می‌شود وقتی می‌شنود که قیمت فروش تندیس صفر دلار بوده و چون اصالت آن هیچ‌گاه تأیید نشده، بیمه هم شامل حالش نمی‌شود. سیمون به شارل می‌گوید که یکی از آن‌ها باید بازنشسته شود و شارل با کنار گذاشتن جعل موافقت می‌کند.
وقتی نیکول و سیمون آمادهٔ ازدواج می‌شوند، مجموعه‌داری که پیش‌تر به تابلوی جدید «ون گوگ» شارل علاقه‌مند شده بود، به خانهٔ بُنه می‌آید و شارل متقلب با خوش‌رویی از او استقبال می‌کند. نیکول مرد را «پسرعمو» معرفی می‌کند. سیمون از دروغ‌گویی زیرکانهٔ نیکول خوشش می‌آید و با هم راهی آغاز زندگی تازه می‌شوند.

## بازیگران
- آدری هپبورن
- پیتر اوتول
- ایلای والاک
- هیو گریفیث
- شارل بوآیه
- مارسل دالیو